# Kurt Braun
Kurt Braun (27 de Agosto de 1923 - ) foi um comandante de U-Boot que serviu na Kriegsmarine durante a Segunda Guerra Mundial.